# Прапор Золочівського району (Львівська область)
Пра́пор Зо́лочівського райо́ну — офіційний символ Золочівського району Львівської області, затверджений на VIII сесії Золочівської районної ради V демократичного скликання рішенням № 120 від 26 червня 2007 року «Про затвердження герба та прапора (хоругви) Золочівського району». 

## Опис
Прапор (хоругва) району являє собою прямокутне полотнище, співвідношення сторін якого 2:3, синього кольору, в центрі якого зображений герб району — геральдичний щит, заокруглений знизу, дводільний, поділений по діагоналі зліва направо, у правому, золотому (жовтому) полі якого зображено чорний хрест, встановлений на Підлиській Білій горі в честь 100-річчя від дня народження Маркіяна Шашкевича. У лівому, зеленому полі зображено срібну (білу) наріжну вежечку Золочівського замку. Прапор (хоругва) двосторонній, зображення на зворотній стороні дзеркальне щодо лицевої сторони.